# 546 (numero)
Cinquecentoquarantasei (546) è il numero naturale dopo il 545 e prima del 547.

## Proprietà matematiche
- È un numero pari.
- È un numero composto con 16 divisori: 1, 2, 3, 6, 7, 13, 14, 21, 26, 39, 42, 78, 91, 182, 273, 546. Poiché la somma dei suoi divisori (escluso il numero stesso) è 798 > 546, è un numero abbondante.
- È un numero palindromo nel sistema di numerazione posizionale a base 4 (20202), in quello a base 9 (666) e nel sistema numerico esadecimale (222). In base 9 e in base 16 è altresì un numero a cifra ripetuta.
- È un numero pratico.
- È un numero di Ulam.
- È un numero congruente.
- È un numero intero privo di quadrati.
- È parte delle terne pitagoriche (210, 504, 546), (272, 546, 610), (360, 546, 654), (520, 546, 754), (546, 728, 910), (546, 1120, 1246), (546, 1472, 1570), (546, 1872, 1950), (546, 3528, 3570), (546, 5720, 5746), (546, 8272, 8290), (546, 10640, 10654), (546, 24840, 24846), (546, 74528, 74530).

## Astronomia
- 546 Herodias è un asteroide della fascia principale del sistema solare.
- NGC 546 è una galassia spirale della costellazione dello Scultore.

## Astronautica
- Cosmos 546 è un satellite artificiale russo.